# Elif Ełmas
Elif Ełmas, Ељиф Елмас [ˈɛlif ˈɛlmas] (ur. 24 września 1999 w Skopje) – macedoński piłkarz, występujący na pozycji pomocnika we włoskim klubie Torino FC, do którego jest wypożyczony z RB Lepziga oraz w reprezentacji Macedonii Północnej. Uczestnik Mistrzostw Europy 2020.

## Kariera reprezentacyjna
W dorosłej kadrze zadebiutował 11 czerwca 2017 w przegranym 1:2 meczu z Hiszpanią.